# Арсений (Тимофеев)
Епи́скоп Арсе́ний (в миру Аполло́н Петро́вич Тимофе́ев, при рождении Алихан-бек-мурза; 28 ноября (10 декабря) 1865, Санкт-Петербург — 12 (25) февраля 1917, Москва) — епископ Русской православной церкви, епископ Омский и Павлодарский.

## Биография
Родился в Санкт-Петербурге в семье турецкого подданного. После смерти отца принял русское подданство, на попечение Императора Александра II. Крещён в православие с наречением ему имени Аполлон, отчество и фамилия ему достались от крёстного отца — Петра Ивановича Тимофеева.
Окончил Императорский Гатчинский сиротский институт, после чего поступил в Санкт-Петербургскую духовную академию.
В 1890 году окончил курс академии, в том же году был пострижен в монашество и рукоположен в сан иеромонаха. Назначен членом русской духовной миссии в Японии. Прибыл в Японию в том же году вместе с иеромонахом Сергием (Страгородским).
В 1893 году, по возвращении в Россию назначен инспектором Холмской духовной семинарии.
13-15 ноября 1896 года назначен ректором Вологодской семинарии с возведением в сан архимандрита.
В 1897 году был перемещен настоятелем церкви при императорском посольстве в Афинах.
В 1900 году определён членом Санкт-Петербургского духовного цензурного комитета.
В 1902 году состоялась его хиротония во епископа Владимир-Волынского, первого викария Волынской епархии.
В 1902 году награждён орденом Святой Анны 2-й степени, в 1905 году — орденом Святого Владимира 3-й степени.
С 25 августа 1906 года — епископ Сарапульский, второй викарий Вятской епархии.
21 января 1909 года назначен управляющим Астраханским Иоанно-Предтеченским монастырём на правах настоятеля.
8 сентября 1910 года по решению Святейшего Синода в Астраханской епархии учреждалось Царевское викариатство, первым епископом Царевским становится Арсений. Месторасположение викариатства имело особое миссионерское значение, так как территория Царевского епархиального округа была в значительной степени населена сектантами, а также казахами-мусульманами.
28 июля 1911 года определением Св. Синода он был перемещен на Кинешемскую кафедру, викарием Костромской епархии.
30 июля 1914 года последовало распоряжение о назначении его на кафедру правящего епископа Омского и Павлодарского. 4 июня 1915 года ушёл на покой.
Скончался 12 февраля 1917 года в Москве. Похоронен в Новодевичьем монастыре.